# Шлатман, Герт Ян
Герт Ян Шлатман (нидерл. Gert Jan Schlatmann; род. 6 декабря 1963, Блумендал, Северная Голландия) — нидерландский хоккеист на траве, полевой игрок. Бронзовый призёр летних Олимпийских игр 1988 года, чемпион Европы 1987 года.

## Биография
Герт Ян Шлатман родился 6 декабря 1963 года в нидерландском городе Блумендал.
Играл в хоккей на траве за «Блумендал».
В 1986 году участвовал в чемпионате мира в Лондоне, где сборная Нидерландов заняла 7-е место.
В 1987 году завоевал золотую медаль чемпионата Европы в Москве. 
В том же году выиграл серебряную медаль Трофея чемпионов в Амстелвене.
В 1988 году вошёл в состав сборной Нидерландов по хоккею на траве на летних Олимпийских играх в Сеуле и завоевал бронзовую медаль. Играл на позиции защитника, провёл 5 матчей, мячей не забивал.